# 18 februarie
ianuarie • februarie • martie  • aprilie  • mai  • iunie  • iulie  • august  • septembrie  • octombrie  • noiembrie  • decembrie
18 februarie este a 49-a zi a calendarului gregorian. Mai sunt 316 zile până la sfârșitul anului (317 zile în anii bisecți).

## Evenimente

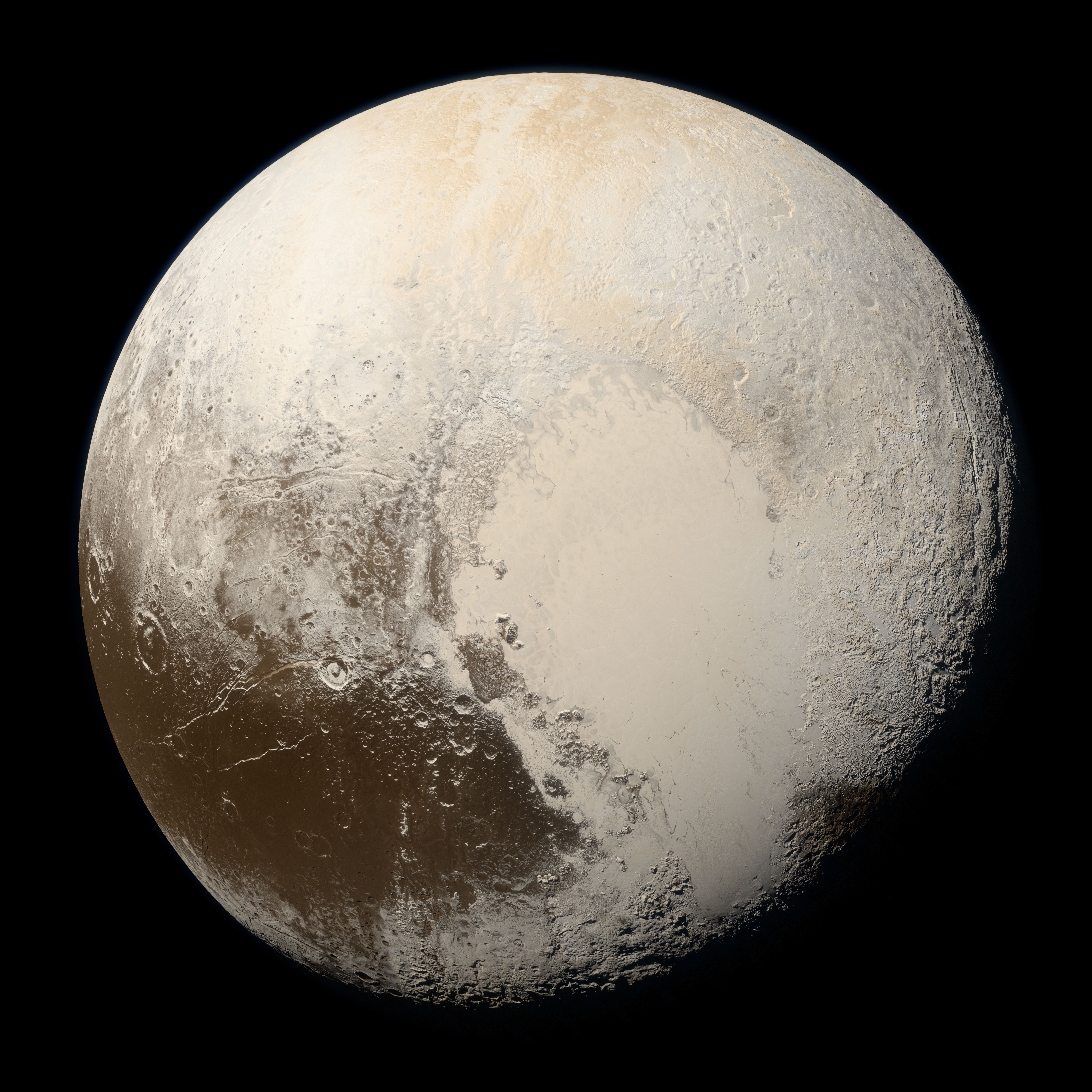
1930: Descoperirea celei de-a noua planete a Sistemului Solar, Pluto, de către astronomul american, Clyde Tombaugh, de la Observatorul Lowell, aflat la Flagstaff, statul Arizona. În 2006, Pluto va fi retrogradată la statutul de planetă pitică.

- 1395: Regele Ungariei, Sigismund de Luxemburg, a acordat privilegii comerciale negustorilor brașoveni.
- 1563: Franța este zguduită de atentatul asupra Ducelui de Guise, cel mai înfocat nobil catolic ostil toleranței față de protestanți. François de Guise atins de un glonț va muri șase zile mai târziu.
- 1790: A apărut la Iași periodicul Courier de Moldavie, primul ziar rusesc de propagandă tipărit pe teritoriul României.
- 1853: La Viena a avut loc Atentatul asupra Împăratului Francisc Iosif I.
- 1854: A început construirea liniilor de telegraf electric București–Giurgiu, București–Ploiești–Brașov, Timișoara–Lugoj–Orșova, făcându-se astfel legatura dintre liniile telegrafice din Țara Românească și cele din Transilvania.
- 1913: Raymond Poincaré devine președinte al Franței.
- 1916: Primul Război Mondial: Cucerirea Camerunului de către forțele armate franco-britanice.
- 1929: A avut loc prima transmisie de teatru radiofonic la Radiodifuziunea Română.
- 1929: La Hollywood, California, au fost decernate primele trofee ale Academiei Americane de Film.
- 1930: Descoperirea celei de-a noua planete a Sistemului Solar, Pluto, de către astronomul american, Clyde Tombaugh, de la Observatorul Lowell, aflat la Flagstaff, statul Arizona. În 2006, Pluto va fi retrogradată la statutul de planetă pitică.
- 1941: Pentru a asigura ordinea tulburată de rebeliunea legionară din ianuarie 1941, generalul Ion Antonescu a inițiat o serie de decrete printre care și Decretul din 18 februarie 1941 prin care instituțiile și întreprinderile mai importante din țară au fost militarizate, indiferent dacă erau proprietate de stat sau privată.
- 1952: Grecia și Turcia  devin membre ale alianței militare NATO.
- 2001: Agentul FBI, Robert Hanssen, este arestat pentru spionaj în favoarea Rusiei. În cele din urmă este condamnat la închisoare pe viață.
- 2005: Hăituirea și vânătoarea vulpilor, una din distracțiile preferate ale nobilimii, este interzisă în Anglia și Țara Galilor.
- 2006: Are loc cel mai mare concert al trupei The Rolling Stones, în fața a aproximativ 1,2 milioane de oameni pe plaja Copacabana din Rio de Janeiro, Brazilia.
- 2010: Editura Mannheim Brockhaus vinde manuscrisul memoriilor lui Giacomo Casanova (Histoire de ma vie) către Ministerul francez al Culturii, pentru 7,2 milioane de euro. În acest moment, este cea mai mare sumă plătită vreodată pentru un manuscris.[1]
- 2017: Filmul Ana, mon amour, al regizorului Călin Peter Netzer, a câștigat Ursul de Argint, pentru cea mai bună contribuție artistică, în cadrul galei de premiere a Festivalului Internațional de Film de la Berlin. Premiul a fost acordat Danei Bunescu pentru montajul filmului.
- 2021: Misiunea NASA Mars 2020 (care conține roverul Perseverance și drona elicopter Ingenuity) aterizează pe Marte la craterul Jezero, după șapte luni de călătorie.[2]

## Nașteri
- 1404: Leon Battista Alberti, umanist italian, arhitect, principal inițiator al teoriei artei Renașterii (d. 1472)
- 1516: Maria Tudor (Maria I), regină a Angliei și a Irlandei (1553-1558) (d. 1558)
- 1543: Carol al III-lea, Duce de Lorena (d. 1608)
- 1745: Alessandro Volta, fizician italian (d. 1827)
- 1825: Mór Jókai, scriitor și publicist ungur  (d. 1904)
- 1838: Ernst Mach, fizician și filozof austriac (d. 1916)
- 1847: Ernest Victor Hareux, pictor francez (d. 1909)
- 1883: Nicolae Dărăscu, pictor român (d. 1959)
- 1883: Nikos Kazantzakis, scriitor grec  (d. 1957)

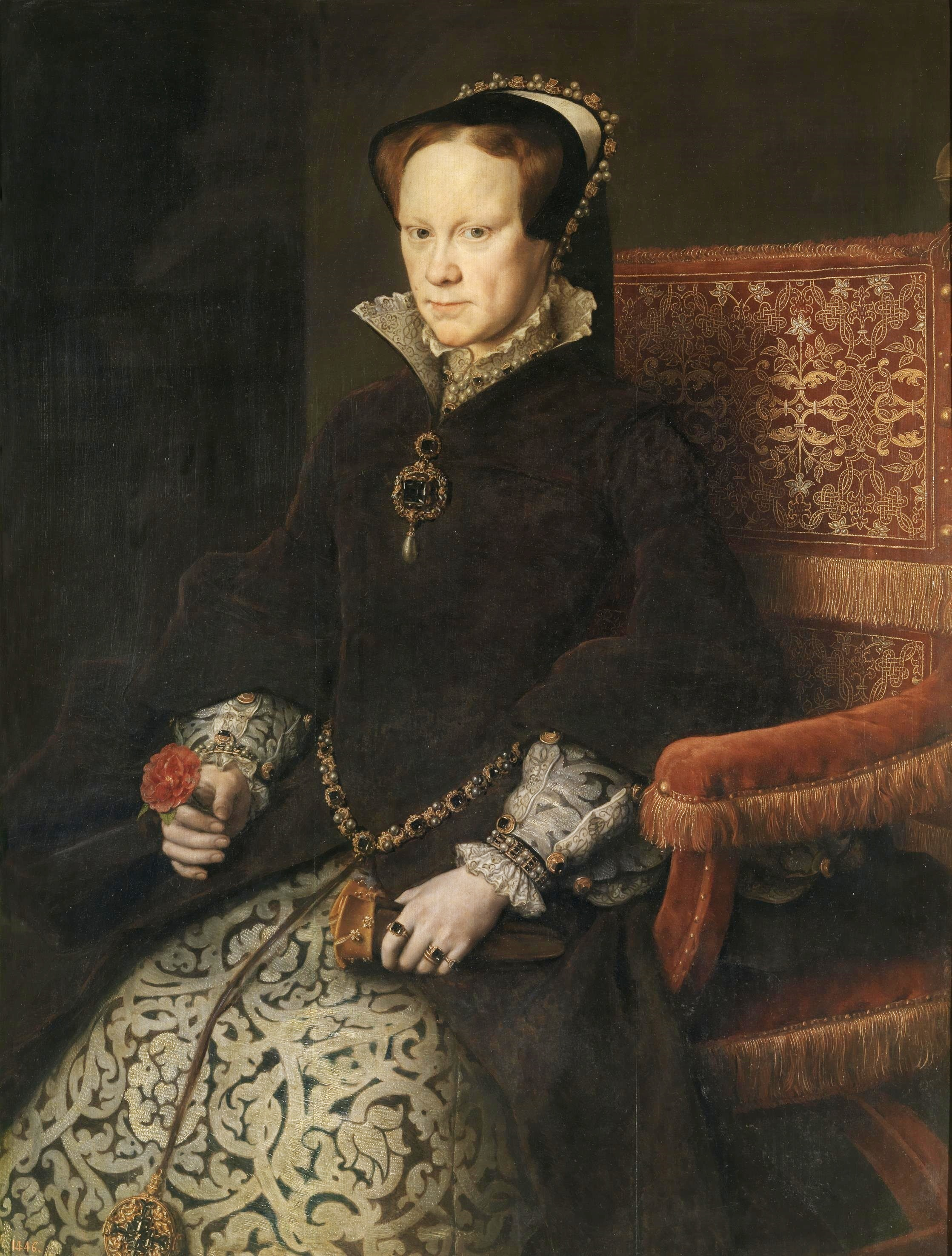
Maria I a Angliei și Irlandei
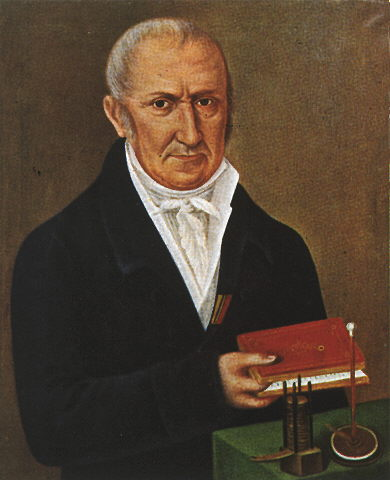
Alessandro Volta, fizician italian
André Breton, poet francez

- 1885: Eugen Boureanul, prozator și traducător român (d. 1971)
- 1885: Henri Laurens, sculptor francez (d. 1954)
- 1891: Oreste Puliti, scrimer italian (d. 1958)
- 1892: Leon Ballif, medic psihiatru, rector al Universității „Alexandru Ioan Cuza” din Iași  (d. 1967)
- 1896: André Breton, poet francez (d. 1966)
- 1898: Enzo Ferrari, pilot de curse și anteprenor italian, fondatorul Scuderiei Ferrari și companiei auto Ferrari (d. 1988)
- 1907: Traian Herseni, sociolog, psiholog, etnolog român (d. 1980)
- 1911: Daisuke Katō, actor japonez (d. 1975)
- 1919: Jack Palance, actor american (d. 2006)
- 1920: Cornelis Johannes van Houten, astronom olandez (d. 2002)
- 1925: George Kennedy, actor american (d. 2016)
- 1931: Toni Morrison, scriitoare americană de culoare, laureată Nobel (d. 2019)
- 1932: Milos Forman, regizor ceh (d. 2018)
- 1933: Yoko Ono, cântăreață/artist plastic japoneză, soția lui John Lennon (Beatles)
- 1933: Sir Bobby Robson, fotbalist englez, antrenor și selecționer al Naționalei de fotbal a Angliei (d. 2009)
- 1934: Adina Caloenescu, pictor, grafician și gravor român (d. 2011)
- 1934: Paco Rabanne, designer vestimentar francez  (d. 2022)
- 1938: Ion Stendl, artist plastic român
- 1938: István Szabó, regizor maghiar
- 1948: Valeriu Cazacu, actor din Republica Moldova (d. 2020)
- 1950: Cybill Shepherd, actriță americană
- 1954: John Travolta, actor și cântareț american
- 1955: Constantin Cotimanis, actor român
- 1958: Kim Hyun-sik, muzician coreean
- 1960: Rui Duarte de Barros, economist și politician din Guineea-Bissau, prim-ministru
- 1965: Dr. Dre, rapper, producător de înregistrare, antreprenor, inginer audio, compozitor și actor american

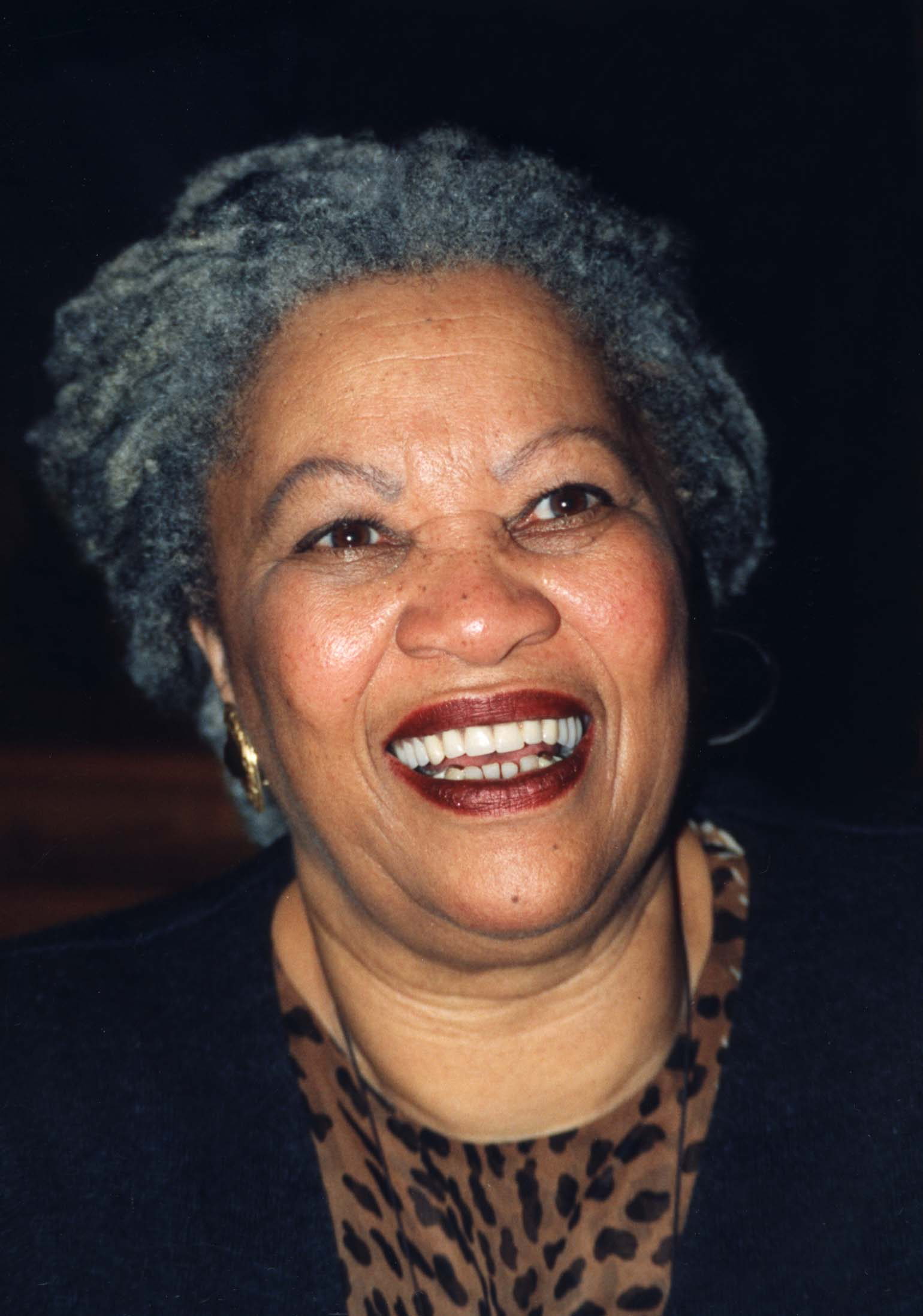
Toni Morrison, scriitoare americană, laureată Nobel
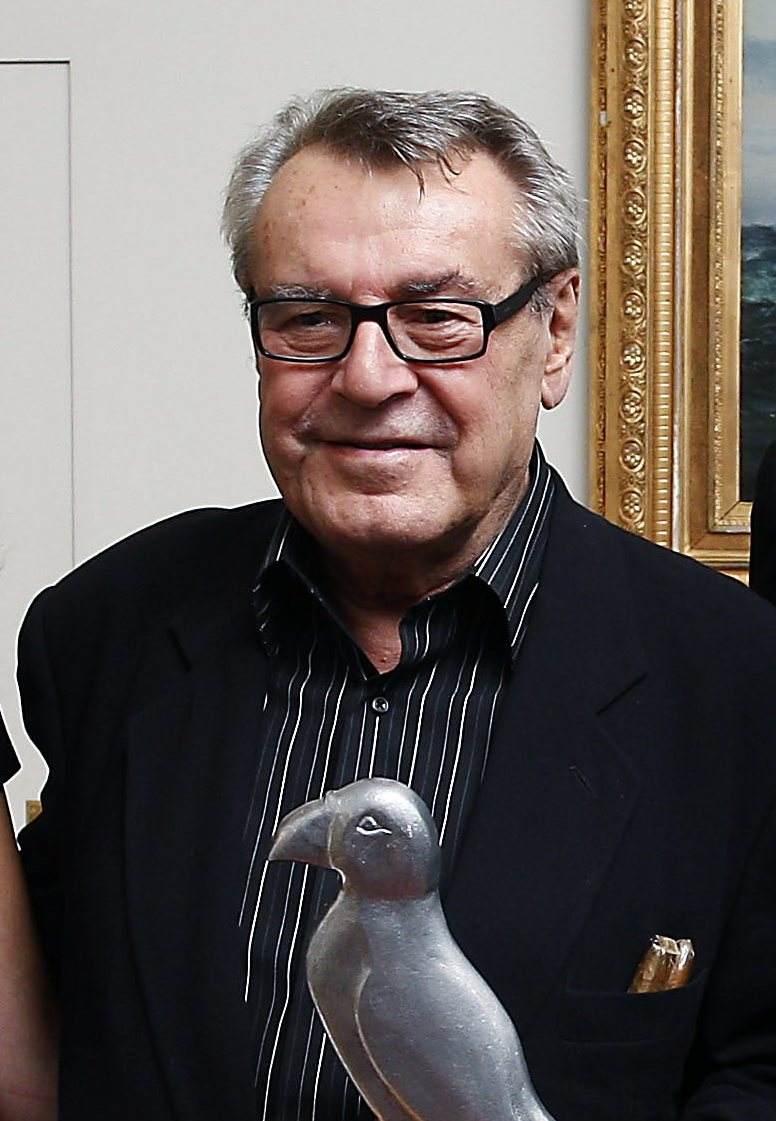
Miloš Forman, regizor ceh
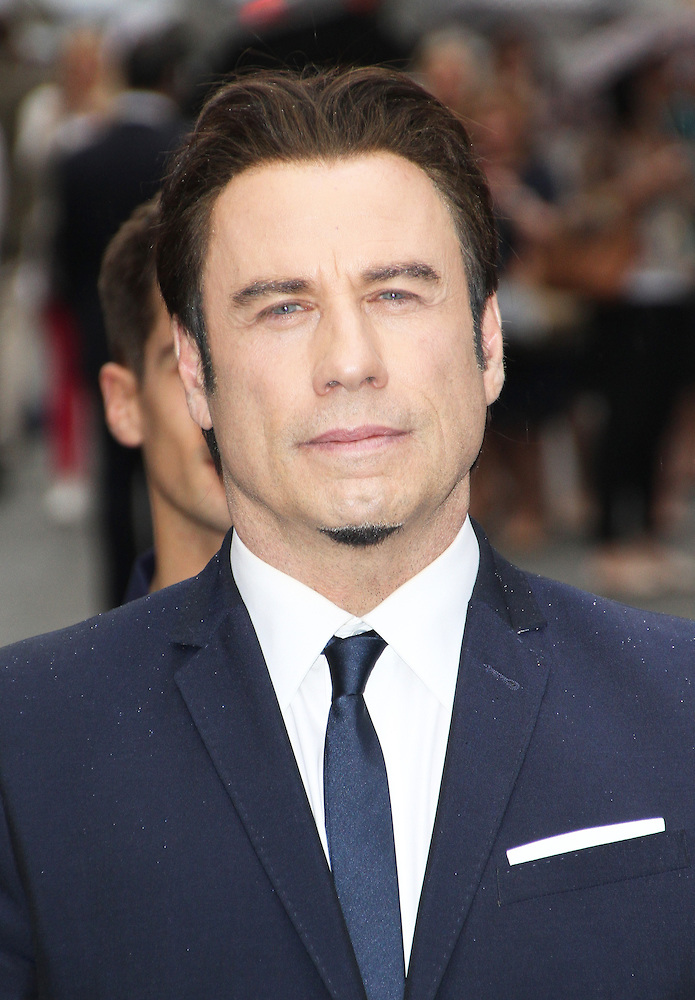
John Travolta, actor american

- 1967: Roberto Baggio, fotbalist italian
- 1967: Colin Jackson, atlet britanic
- 1973: Claude Makélélé, fotbalist francez
- 1974: Evgheni Kafelnikov, jucător rus de tenis
- 1975: Igor Dodon, politician din Republica Moldova, președinte în perioada 2016-2020
- 1975: Gary Neville, fotbalist englez
- 1977: Cristian Vlad, fotbalist român
- 1977: Chrissie Wellington, atletă britanică
- 1978: Josip Šimunić, fotbalist croat
- 1979: Michael Kauter, scrimer elvețian
- 1980: Cezar Ouatu, interpret român de operă, pop-opera și pianist
- 1980: Regina Spektor, cântăreață și pianistă americană
- 1983: Roberta Vinci, jucătoare italiană de tenis
- 1984: Lucian Burdujan, fotbalist român
- 1984: Carlos Kameni, fotbalist camerunez
- 1985: Drissa Diakité, fotbalist malian
- 1985: Anton Ferdinand, fotbalist englez
- 1986: Horațiu Pungea, jucător român de rugby
- 1987: Cristian Tănase, fotbalist român
- 1990: Irina Glibko, handbalistă ucraineană
- 1996: Tyler Dorsey, baschetbalist greco-american

## Decese
- 0999: Papa Grigore al V-lea (n. 972)
- 1294: Kublai Khan, împărat mongol (n. 1215)
- 1405: Timur Lenk, sultan (1388-1405), întemeietorul imperiului turco-mongol al Timurizilor (n. 1336)
- 1455: Fra Angelico, pictor italian (n. 1395)
- 1535: Heinrich Cornelius Agrippa, astrolog și alchimist german (n. 1486)
- 1546: Martin Luther, reformator religios german (n. 1483)
- 1564: Michelangelo Buonarroti, sculptor, pictor, arhitect și poet italian (n. 1475)
- 1583: Antonio Francesco Grazzini, scriitor italian (n. 1503)

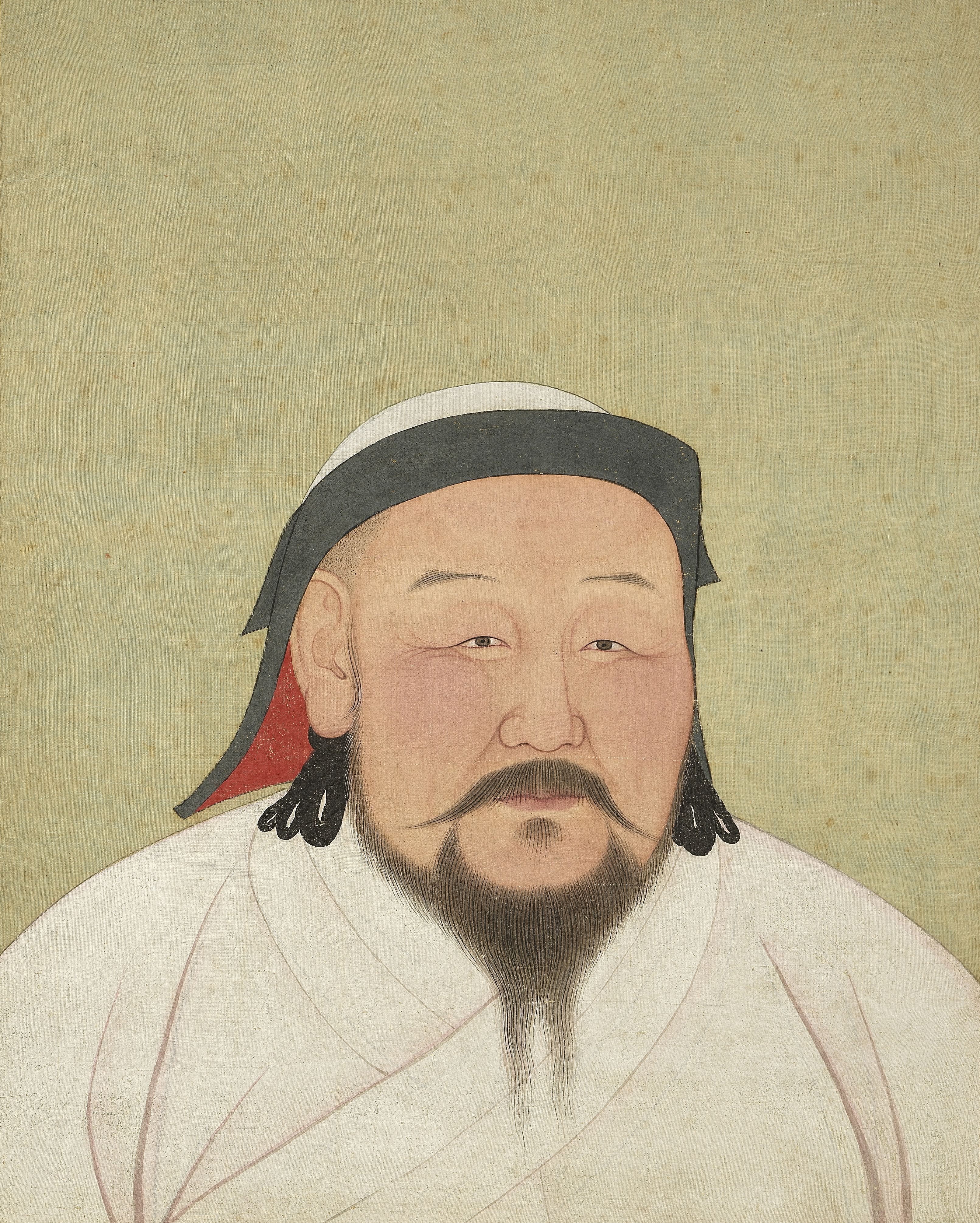
Kublai Khan, împărat mongol
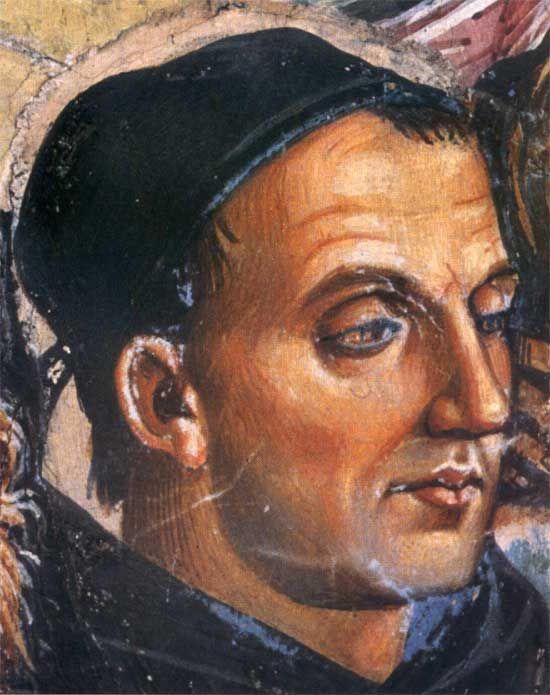
Fra Angelico, pictor italian
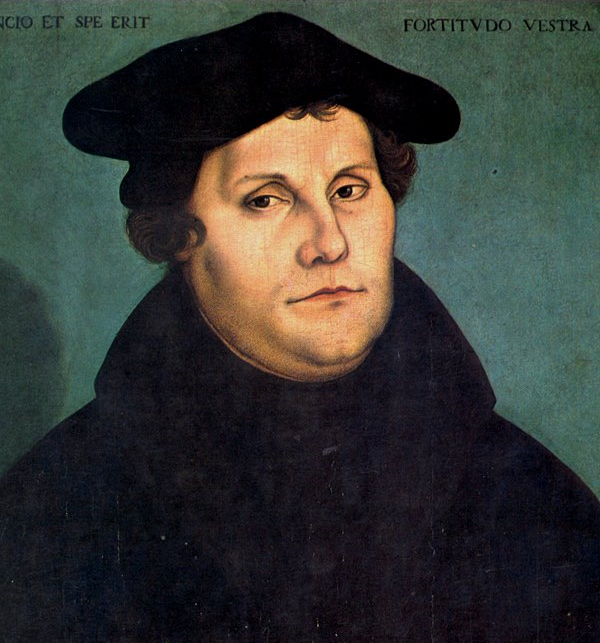
Martin Luther, reformator religios german

- 1712: Ludovic, Delfin al Franței (n. 1682)
- 1743: Anna Maria Luisa de' Medici, ultima din familia Medici (n. 1667)
- 1851: Carl Gustav Jacob Jacobi, matematician german (n. 1804)
- 1868: Adrien Dauzats, pictor francez (n. 1804)
- 1873: Vasil Levski, revoluționar și erou național al Bulgariei (n. 1837)
- 1886: Constantin D. Aricescu, poet, prozator și dramaturg român (n. 1823)
- 1892: Laurent Guétal, pictor francez (n. 1841)
- 1900: Eugenio Beltrami, matematician italian (n. 1835)
- 1902: Albert Bierstadt, pictor american  (d. 1854)
- 1911: Frédéric Samuel Cordey, pictor francez (d. 1911)
- 1938: Leopoldo Lugones, poet și eseist argentinian (n. 1874)
- 1947: Joachim Ernst, Duce de Anhalt (n. 1901)
- 1959: Alfred Alessandrescu, compozitor, pianist și dirijor român (n. 1893)
- 1962: Philippe Cattiau, scrimer francez (n. 1892)
- 1964: Fredrik Ljungström, inginer, constructor și industriaș suedez (n. 1875)
- 1964: George Lövendal, pictor de origine danezo-norvegiană, care a activat în România (n. 1897)
- 1967: Robert Oppenheimer, fizician american (n. 1904)

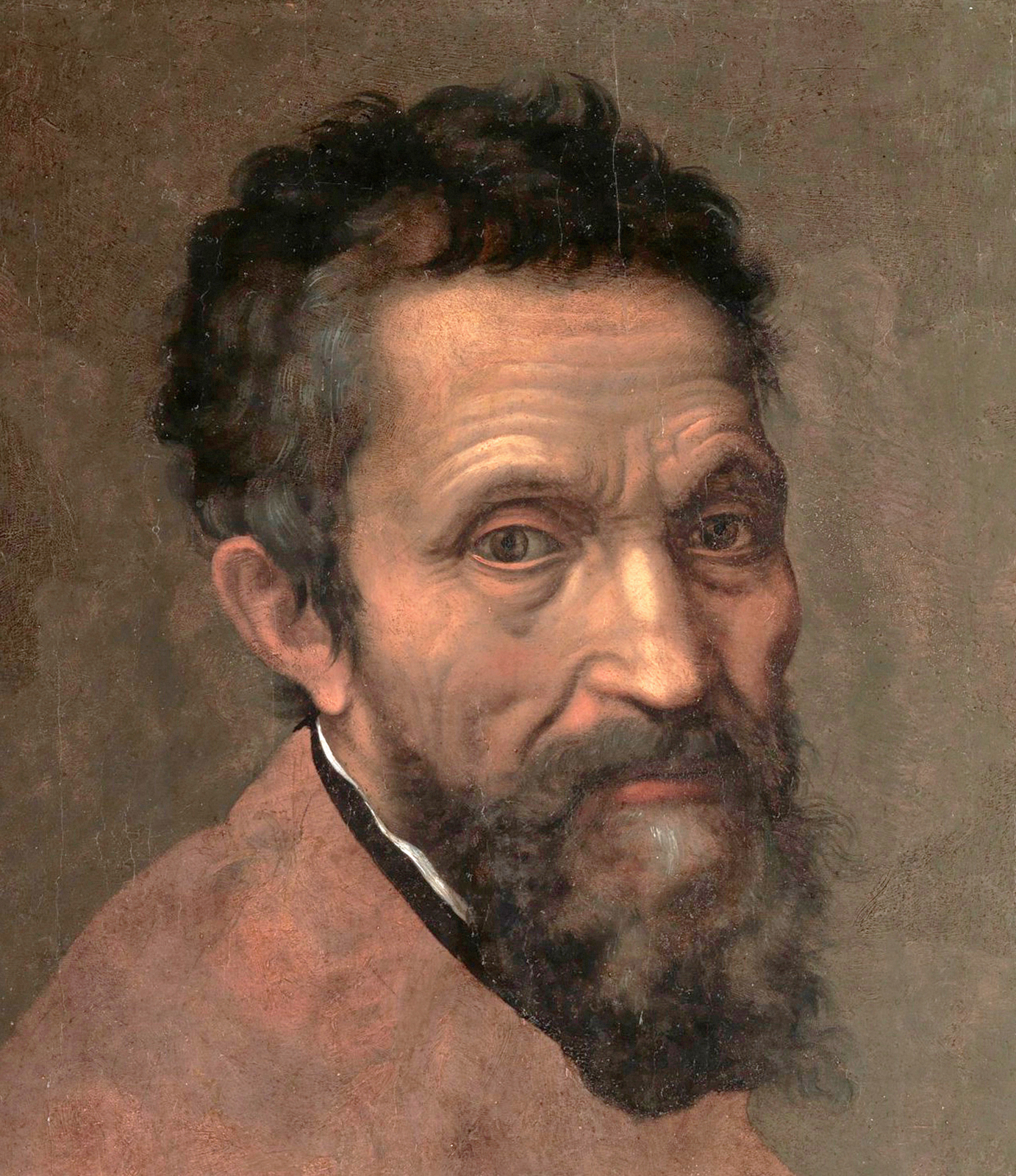
Michelangelo Buonarroti, artist italian
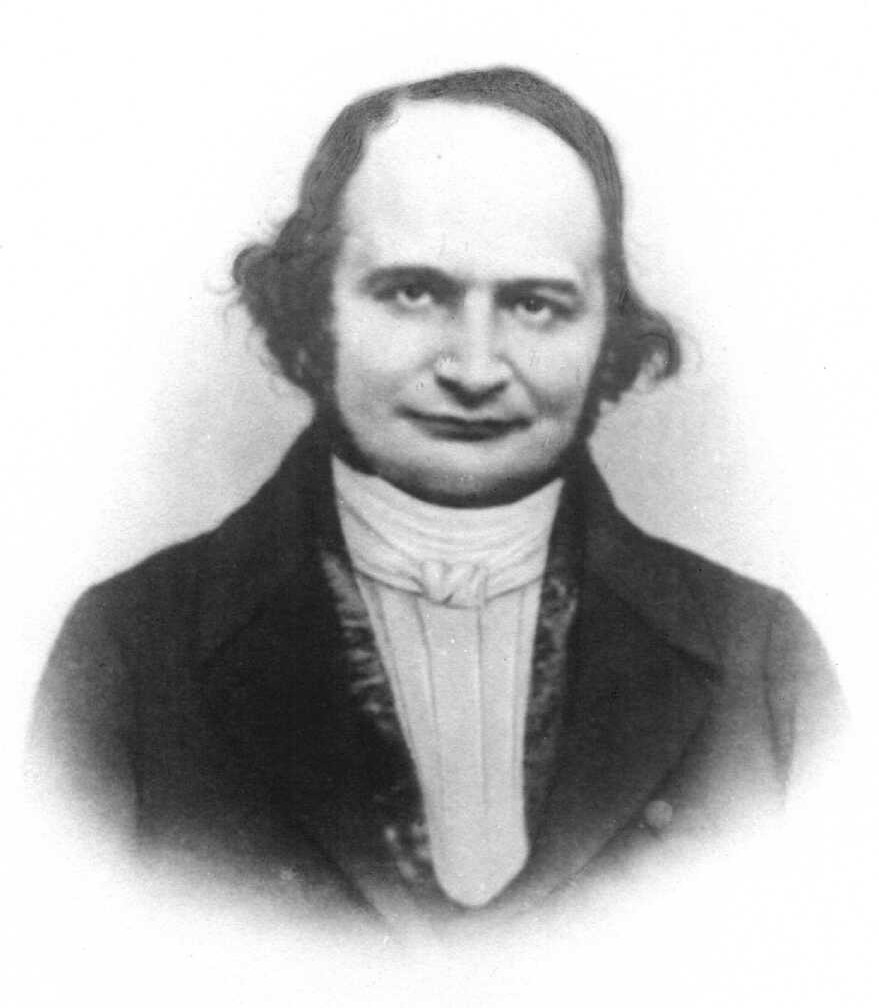
Carl Gustav Jacob Jacobi, matematician german
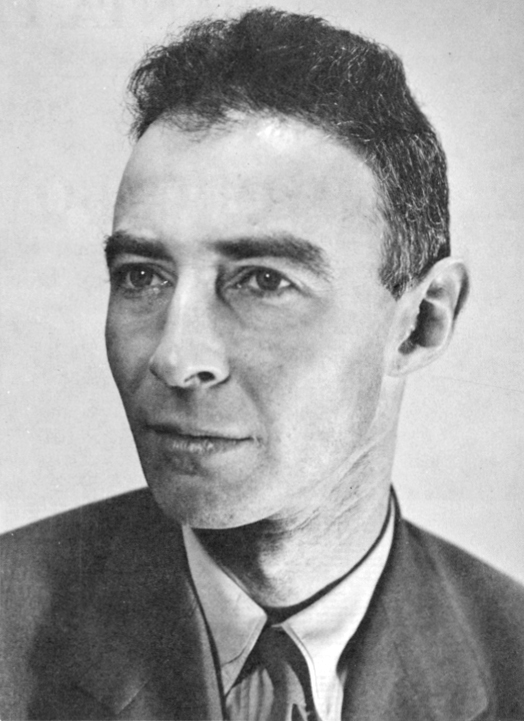
Robert Oppenheimer, fizician american

- 1975: Chivu Stoica, politician român, prim-ministru al României în perioada 1955-1961 (n. 1908)
- 1992: Mihail Volkenștein, biofizician sovietic și rus (n. 1912)
- 1996: Ioan Jak Rene Juvara, medic român, membru de onoare al Academiei Române (n. 1913)
- 2001: Balthus (Balthasar Klossowsky), pictor francez (n. 1908)
- 2001: Dale Earnhardt, pilot american din campionatul NASCAR (n. 1951)
- 2008: Mihaela Mitrache, actriță română de teatru și film (n. 1955)
- 2008: Gheorghe Pantelie, pictor român (n. 1941)
- 2008: Alain Robbe-Grillet, scriitor francez și producător de film (n. 1922)
- 2009: Tayeb Salih, scriitor sudanez (n. 1929)
- 2013: Damon Harris, cântăreț american (The Temptations) (n. 1950)
- 2013: Kevin Ayers, cântăreț, compozitor și muzician englez (n. 1944)
- 2014: Ruxandra Sireteanu, actriță română de teatru și film (n. 1943)
- 2020: Flavio Bucci, actor italian (n. 1947)
- 2020: José F. Bonaparte,  paleontolog argentinian (n. 1928)
- 2022: Zdzisław Podkański, politician polonez, membru al Parlamentului European (2004–2009) (n. 1949)

## Sărbători
- In calendarul ortodox: Sfantul Eustatie si Sfantul Timotei
- Sf. Ier. Leon, episcopul Romei (calendar orthodox)

- Gambia : Ziua națională - Aniversarea proclamării independenței față de Marea Britanie (1965)